# See von Bizerte
Der See von Bizerte (arabisch بحيرة بنزرت, DMG Buḥairat Binzart), auch bekannt als Lagune von Bizerte, liegt südlich der Stadt Bizerte im Norden Tunesiens.

## Geographie
Der See, eine Salzwasser-Lagune, erstreckt sich bei einer Tiefe von 7 bis maximal 12 Metern über eine Fläche von 120 km² und hat über einen Kanal Verbindung zum Mittelmeer und zum Hafen von Bizerte. Der See von Bizerte ist bei Tinja durch einen Kanal auch direkt mit dem Süßwasser-See von Ichkeul verbunden, dessen Gebiet einen ca. 12.600 Hektar großen Nationalpark bildet.
Größere Orte am See sind neben Bizerte die Stadt Menzel Bourguiba im Süden sowie Menzel Jemil und Menzel Abderrahmane im Norden. Der Flughafen Sidi Ahmed liegt nordwestlich des Sees. Einziger größerer Hafen direkt am See ist der Hafen von Menzel Abderrahmane.

## Geschichte
Bis ins 19. Jahrhundert war die Stadt Bizerte ein wichtiger Stützpunkt für die tunesischen Korsaren, der mit dem Hafen verbundene See von Bizerte diente ihnen dabei als Rückzugsgebiet. 1881 wurde Bizerte von Frankreich besetzt und zu einem wichtigen Militärstützpunkt ausgebaut. Im Zweiten Weltkrieg kam es im Rahmen des Tunesienfeldzugs (1943) zu heftigen Kämpfen zwischen deutschen und US-amerikanischen Truppen um Bizerte. Das Hauptquartier der tunesischen Marine liegt auch heute noch in Bizerte. Durch die anliegende Industrie ist der See stark verschmutzt. Die Union für den Mittelmeerraum führt bis 2021 ein internationales Projekt zur Sauberhaltung des Sees von Bizerte durch.